# 霍氏翼喉盤魚
霍氏翼喉盤魚（學名：Alabes hoesei），又稱霍氏鰭鱔，為輻鰭魚綱喉盤魚目喉盤魚科的其中一種，由Victor G. Springer和Thomas H. Fraser於1976年描述，種名是為了紀念澳大利亞博物館的魚類學家Douglass F. Hoese，分布於印度西太平洋澳洲雷切什群島至雪梨海域，棲息深度2至4公尺，本魚體細長如鰻魚，體透明，背鰭上有一排棕色或綠色的斑點，頭部有斑點或無斑點，雄魚頭部側面通常有類似虎紋的紅色至棕色條紋，體型較大的雄魚會延伸至前體，體長可達4.5公分，屬底棲性魚類，棲息在海草生長的礁石區，生活習性不明。